# Тимово (Вологодская область)
Тимово — деревня в Череповецком районе Вологодской области.
Входит в состав Югского сельского поселения (с 1 января 2006 года по 8 апреля 2009 года входила в Шалимовское сельское поселение), с точки зрения административно-территориального деления — в Мусорский сельсовет.
Расстояние до районного центра Череповца по автодороге — 76 км, до центра муниципального образования Нового Домозерова по прямой — 36 км. Ближайшие населённые пункты — Мыдьево, Поварово, Поповское, Архангельское, Новая.
По переписи 2002 года население — 39 человек (19 мужчин, 20 женщин). Всё население — русские.